# Keiko Utoku
Keiko Utoku (宇徳敬子, Utoku Keiko, née le 7 avril 1967 à Izumi, préfecture de Kagoshima, au Japon) est une auteur compositrice interprète japonaise.

## Biographie
Elle débute en 1990 comme membre du trio féminin Mi-Ke, alors choriste du groupe de J-pop B.B.QUEENS (B.B.クイーンズ), auteur du tube Odoro Pompokorin, thème de la série anime Chibi Maruko-chan. Elle chante également des chœurs sur les disques de divers autres artistes, sous les pseudonymes Cecile Minami ou Secil Minami. B.B.QUEENS se sépare en 1991 après trois albums, mais le trio Mi-Ke continue sa propre carrière indépendamment dans le genre idol pop jusqu'en 1993, avec sept albums à son actif. En 1992, elle sort son premier disque sous son nom, un single en duo avec le chanteur Fusanosuke Kondô. Utoku est alors choisie pour interpréter les chansons Sonic - You Can Do Anything et Cosmic Eternity - Believe In Yourself, thèmes du jeu vidéo Sonic the Hedgehog CD sur les versions japonaise et européenne sorties en 1993, titres pour lesquels elle est connue en Occident. Elle débute ensuite une carrière en solo dans un registre musical plus sérieux, écrivant ses propres compositions, et sortira quatorze singles, quatre albums et une compilation entre 1994 et 2006. La chanson-titre de son single Hikari to Kage no Roman sert de thème de fin de la populaire série anime Détective Conan en 1997. 

## Discographie

### Albums
- 1994 : Sunadokei (砂时计?)
- 1996 : Koori (氷?)
- 1998 : Mangetsu-rythm- (満月～rhythm～?)
- 2006 : Yorokobi no Hana ga Saku - True Kiss (よろこびの花が咲く～True Kiss～?)

Compilation
- 2003 : The Best - eternity

Album de remix
- 2004 : UK sweet -Utoku Keiko- Cool City Production Vol.7

Collaborations
- 1990 - 1991 : avec B.B.QUEENS - 3 albums + compilations
- 1991 - 1993 : avec Mi-Ke - 7 albums + compilations
- 1993 - 2 titres en solo pour le jeu Sonic CD, figurant sur la compilation: Sonic Team "PowerPlay" - Best Songs from Sonic Team  (1998)

### Singles
- 1993 : ? (あなたの夢の中 そっと忍び込みたい?)
- 1993 : ? (まぶしい人?)
- 1994 : ? (愛さずにはいられない?)
- 1994 : Doko made mo zutto (どこまでもずっと?)
- 1995 : Anata wa watashi no energy (あなたは 私の ENERGY?)
- 1995 : ? (不思議な世界?)
- 1996 : ? (あなたが世界一?)
- 1996 : Message (メッセージ?)
- 1997 : Hikari to Kage no Roman (光と影のロマン?) (générique de l'anime Détective Conan)
- 1997 : ? (満ち潮の満月?)
- 1998 : ? (風のように自由 〜free as the wind〜?)
- 1998 : Don't forget me
- 1999 : Realize
- 2000 : ? (大切に想うエトセトラ?)

Collaboration
- 1992 : Good-by morning (par Keiko Utoku & Fusanosuke Kondô)

## Liens
Wikipedia Japon
- (ja) Mi-Ke
- (ja) B.B.QUEENS

Liens externes
- (ja) Site officiel
- (ja) Discographie officielle